# Grimmia caffra
Grimmia caffra là một loài Rêu trong họ Grimmiaceae. Loài này được Rehmann ex Müll. Hal. mô tả khoa học đầu tiên năm 1899.